# کارومای، ایواته
کارومای، ایواته (به لاتین: Karumai, Iwate) یک منطقهٔ مسکونی در ژاپن است که در استان ایواته واقع شده‌است. کارومای ۲۴۵٫۷۴ کیلومترمربع مساحت و ۹٬۶۵۵ نفر جمعیت دارد.